# Brända Barn
Brända Barn var ett band från Sundsvall som bildades 1979. Sångaren Anders "Brodde" Brodin (född 1961) hade tidigare medverkat i punkgruppen Massmedia och gav tillsammans med dem ut ett par singlar 1979. Därefter bildade han, sommaren 1979, Brända barn som tog sitt namn efter en roman av Stig Dagerman. Bandet började som ett punkband men utvecklades sedan i annan riktning, tydligt influerade av Joy Division och andra postpunkband. De spelade som förband för Sham 69 då denna grupp uppträdde i Sundsvall 30 januari 1980. Brända barn spelade in en rad singlar 1980-82. Deras första album Allt står i lågor gavs ut 1983, och blev mycket uppmärksammat; gruppen polariserade kritik och lyssnare men samlade en extatisk publik till sina konserter under en turné vintern 1983-84. I februari 1984 splittrades bandet; Brodin sade sig inte orka med det intensiva trycket från fansen under och efter konserterna. Tonåringar i publiken hade flera gånger stormat scenen för att få röra vid honom.
Sent 1984 gjorde bandet comeback under namnet The Wild Bunch, vilket senare ändrades till The Bunch, där de bland annat spelade en cover på Neil Youngs "Hey Hey, My My". Efter detta har bandet haft ett antal återföreningar: 1987, 1991 (två konserter), 1999 (två konserter), 2003 (tre konserter) och 2013 (tre konserter). I samband med återföreningen 2013 släpptes samlingsboxen Konfrontationer som bland annat innehöll hela albumet och alla singlarna, ett antal tidigare outgivna studio- och liveinspelningar, covers från ett flertal artister, den nyinspelade singeln Kåt på Exponering, samt en DVD med två filmade konserter.
Efter ytterligare några år inom musiken flyttade Brodin 1986 till Stockholm där han kom att jobba som försäljare och sälj-marknadschef för Pripps  och senare Carlsberg fram till 2004. Därefter har han jobbat som försäljningschef för Wasabröd/Barilla I intervjuer gjorda på senare år har Brodin uppgivit att han enbart spelat musik i samband med de sporadiska återföreningarna av Brända Barn (1987, 1991, 1999, 2003).
2016 släpptes ett helt nyinspelat album, Över Bron. Utöver nio nyskrivna låtar innehåll skivan en nyinspelning av deras version av "Hey Hey, My My".

## Bandmedlemmar
- Anders Brodin (Sång)
- Mikael Svensk (Gitarr)
- Peter Byström (Bas)
- Henrik Brodin (Trummor)

senare tillkom:
- Ulf Kjellberg (Klaviatur 1980-81)
- Mårten Mårtensson (Klaviatur & Slagverk 1981-82)
- Jan Strandqvist (Klaviatur & Slagverk 1982-)

## Diskografi
- Brända Barn/Andra Behov/Vänner jag hade glömt (1980) (7"-EP)
- Män utan fruktan/Cirkus (1982) (7"-singel)
- Allt står i lågor (1983) (LP)
- Hey Hey, My My/Korståg (1984) (7"-singel, utgiven under gruppnamnet The Bunch)
- Brända Barn (1992) (CD - innehåller Allt står i lågor + Män utan fruktan / Cirkus)
- Kåt På Exponering (2013) (10"-singel)
- Konfrontationer (2013) (Samlingsbox med två CD och en DVD)
- Över Bron (2016) (CD)

Bandet medverkar dessutom på följande samlingsskivor:
- Skit i vad dom säger på samlings-EP Andra branden (Sundsvallspunk vol. 2) (1980)
- Kärlek och hat (alternativ version) på samlings-LP Sveriges största singel 3 (1983)
- Allt står i frågor (Red Mecca remix) på samlings-CD We're only in it for the money - 20 years of Massproduktion (1999)

Låtarna från första EP:n och Andra Branden finns dessutom återutgivna på samlings-CD:n Punksvall 1979-80 (2003)